# Courtételle
Courtételle es una comuna suiza situada en el distrito de Delémont, en el cantón del Jura. Tiene una población estimada, a fines de 2022, de 2654 habitantes.